# 마우이 테일러
마우이 테일러(Maui Taylor, 1983년 6월 28일 ~ )는 잉글랜드의 배우, 가수, 모델이다. 필리핀과 영국의 혼혈이며, 1995년 필리핀 드라마 《TGIS》로 데뷔했다. 핫 베이브스의 일원으로도 활동하기도 했으며, 2002년 4월에는 잡지 FHM 필리핀판 커버를 장식하기도 하였다. 2012년에는 대한민국의 영화 《돈의 맛》에도 출연하였다.

## 출연 작품
- 돈의 맛 (2012)